# Дзадзен
Дзадзен (на китайски: 坐禅) е медитативна практика, основополагаща за дзен будизма. Тя се смята за най-отличителната черта на японската школа Сото (където дзадзен се приема за единствения метод за достигане до сатори), практикуваща се практически от всички школи на дзен в съчетание с други практики (например в школата Риндзай).

## Обща методика за провеждане на дзадзен
Традиционно (но не задължително) дзадзен се изпълнява в групи с други практикуващи в специално помещение наречено дзендо (на японски: 禅堂, дзендо:, „зала за медитация“) и може да бъде редувана с така наречената „вървяща медитация“ кинхин (на японски: 経行).
Началото на дзадзен обикновено се съобщава с три удара в специален гонг, а края с един удар. Преди началото на дзадзен, практикуващите посрещат с ритуален поклон (гасхо, на японски: 合掌) съучениците си и учителя.
В Япония дзадзен се изпълнява на специална възглавница наречена дзабутон (на японски: 座布団), положена на традиционна рогозка от слама. За практиката дзадзен се използват следните пози:
- кекафудза (на японски: 結跏趺坐) – поза „лотос“
- ханкафудза (на японски: 半跏趺坐) – поза „полулотоса“
- агура (на японски: 胡坐 „чужда (индийска) поза“) – „сядане по турски“
- сейдза (на японски: 正坐 или „правилна (японска) поза“) – „сядане на колене“